# Kenny Buttrey
Kenny Buttrey (1. dubna 1945 Nashville – 12. září 2004 Nashville) byl americký bubeník. Několikrát spolupracoval s kanadským hudebníkem Neilem Youngem – byl členem skupiny The Stray Gators, která jej doprovázela na albu Harvest (1972) a hrál i na jeho dalších albech, například Tonight's the Night (1975) a Harvest Moon (1992). Během své kariéry spolupracoval s mnoha dalšími hudebníky, mezi něž patří například JJ Cale, Bob Dylan, Harvey Mandel a Chuck Berry. Rovněž byl členem skupin Barefoot Jerry a Area Code 615. Zemřel na rakovinu ve věku 59 let. Byl dvakrát ženatý, měl jednoho syna a tři dcery.